# Talk Talk
Talk Talk fue una banda inglesa de rock formada en 1981 en Londres, y disuelta en 1991. En el comienzo de su carrera el grupo fue encasillado dentro del estilo denominado synth pop. Sin embargo, el grupo siguió luego una línea más experimental, y sus últimos álbumes fueron considerados por la crítica como precursores del post-rock. A pesar de que los críticos recibieron favorablemente a los últimos álbumes de la banda, los mismos tuvieron poco éxito en el mercado, lo que contribuyó a una disputa entre la banda y la compañía discográfica EMI.
Los integrantes del grupo fueron el cantante y multinstrumentista Mark Hollis, el bajista y corista Paul Webb, el baterista Lee Harris y el tecladista Simon Brenner. El productor Tim Friese-Greene desempeñó un papel importante en la evolución artística del grupo, además de tocar sintetizadores y colaborar en la composición.

## Historia
Tras la separación de su anterior grupo, The Reaction, Mark Hollis conoció por medio de su hermano, el productor Ed Hollis, al bajista Paul Webb, al baterista Lee Harris y al teclista Simon Brenner, quienes actuarían como músicos de sesión para la grabación de una demo para Island Records, antes de que el proyecto se convirtiera en Talk Talk en el año 1981. El grupo grabó una serie de demos con el productor Jimmy Miller que le permitieron participar en una sesión de la BBC Radio One, antes de firmar un contrato con el sello discográfico EMI, que intentó moldear al grupo para que se acercara estilísticamente al movimiento cultural «new romantic», asignándole el productor Colin Thurston, quien produjo el álbum debut de Duran Duran, logrando que acompañaran a ese grupo durante su gira inglesa de 1982. Debido a esto y a la similitud del nombre, la crítica los comparó con esa banda. En ese mismo año el grupo editó su primer álbum, The Party's Over, el cual presentaba un sonido cercano al synth pop. El primer sencillo del mismo, "Mirror Man", pasó inadvertido en las listas, pero el segundo, "Talk Talk", llegó al puesto 52 en las listas británicas y fue un éxito en la de países como Francia, Portugal y Canadá. El siguiente sencillo del mismo, "Today", tendría aún más éxito.
Al año siguiente Brenner dejó la banda, y la misma lanzó el sencillo «My Foolish Friend», antes de comenzar a trabajar en su siguiente LP. Para el mismo contó con un nuevo productor, Tim Friese-Greene, quien podía tocar varios instrumentos y se convertiría en un "quinto miembro" no oficial del grupo, contribuyendo como compositor a dúo con Hollis. It's My Life se editó en 1984 y tuvo algunos sencillos de éxito como la canción titular, "Such a Shame" y "Dum Dum Girl", además de llegar a los primeros lugares de las listas estadounidenses. El sonido del mismo presentaba texturas más elaboradas, al igual que el siguiente álbum del grupo, The Colour of Spring, el cual se publicó en 1986 y también logró éxito en las listas con canciones como "Living in Another World" y "Give It Up". The Colour of Spring presentaba un sonido más improvisado que se ha descrito como "orgánico", en parte debido al menor uso de instrumentos electrónicos. En una entrevista, Hollis describió la evolución del sonido de la banda de este modo: "Verás, cuando hicimos It's My Life, teníamos que depender mucho de sintetizadores. Ahora bien, no acepto que seamos una banda de sintetizadores. Los sintetizadores significan cosas electrónicas para mí, y no creo que tengamos algún tipo de relación con eso. Usamos sintetizadores en ese álbum porque desde un punto de vista económico era la única forma en que podíamos hacerlo."
El grupo comenzó a grabar su cuarto álbum, Spirit of Eden, en una iglesia abandonada de Suffolk. La compañía discográfica le había dado mayor libertad creativa y un mayor presupuesto debido a su éxito y tenía muchas esperanzas, pero se vio decepcionada cuando Hollis anunció que no se publicaría ningún sencillo del álbum y que, debido a la complejidad de los arreglos del mismo, la banda no saldría de gira. La compañía no pudo escuchar nada del álbum hasta que recibió la mezcla final. Spirit of Eden se editó en 1988 y fue muy bien recibido por la crítica, debido a su sonido meditativo y atmosférico con influencias del jazz y canciones más largas, aunque comercialmente el álbum no tuvo tanto éxito como sus antecesores, lo cual profundizó las diferencias entre EMI y la banda. Una crítica describió al álbum como "la clase de disco que alienta a los hombres de marketing a suicidarse". La discográfica editó "I Believe In You" como sencillo sin el permiso del grupo e intentó rescindir el contrato con el mismo, por lo que la banda demandó a aquella, que también los demandó a ellos por incumplimiento de contrato y por realizar música "poco comercial", aunque el grupo ganó el juicio. Sin embargo, esto determinó que desde entonces las compañías discográficas agregaran cláusulas en los contratos de los artistas para que estos compusieran música más comercial.
Para su siguiente álbum, Laughing Stock, y ya sin la presencia de Webb (que había dejado el grupo y fue reemplazado por una serie de sesionistas), Talk Talk firmó un contrato con Polydor. Laughing Stock salió al mercado en 1991 por medio de Verve (una subcompañía de Polydor) y presenta un estilo similar al de su antecesor, aunque aún menos accesible. La grabación del mismo se llevó a cabo durante un año, con la colaboración de 18 instrumentistas a los que se les permitía improvisar, lo cual Hollis comparó con la ética del jazz y con algunos trabajos del grupo alemán Can.
Como consecuencia de la decisión del grupo de firmar con otra discográfica, EMI relanzó "It's My Life" y "Life's What You Make It" como sencillos sin el permiso de la banda (aunque tuvieron éxito y le permitieron al grupo ganar un Brit Award) y editó History Revisited, un recopilatorio formado por remixes de varias canciones de la banda. Hollis demandó nuevamente a EMI, por lo que esta tuvo que retirar el álbum del mercado y destruir todas las copias.
La banda se separó tras la edición de Laughing Stock. Webb y Harris volvieron a trabajar juntos en 'O'Rang, mientras que Hollis pasó siete años sin componer nada, hasta que en 1998 se publicó Mark Hollis, su único álbum como solista. Tras colaborar con artistas como Anja Garbarek, Unkle y Phil Brown, Hollis se retiró del mundo de la música.
Mark Hollis falleció el 25 de febrero de 2019 por causas no informadas oficialmente.

## Estilo
Hollis manifestó en varias ocasiones su actitud minimalista: "La cosa más importante con la que puedes trabajar es el silencio... Siempre he creído que una nota es mejor que dos y que dos notas son mejores que tres, así que nunca es difícil elegir porque estás buscando fragmentos muy pequeños." Como influencias musicales, Hollis mencionó el soul, el góspel, el jazz de músicos como John Coltrane, Pharaoh Saunders, Roland Kirk, Miles Davis y Gil Evans y la música impresionista de compositores como Erik Satie, Claude Debussy y Delius. Hollis también considera que la música del grupo de krautrock Can inspiró elementos de "Life's What You Make It".
El grupo inició su carrera siendo etiquetado como parte del movimiento New romantic y el synth pop, pero los críticos consideran que la banda comenzó a moverse en una dirección muy diferente a partir de su tercer álbum, The Colour of Spring, y sus dos últimos álbumes se consideran pioneros del movimiento post-rock. Según Simon Harper, Spirit of Eden es una "obra maestra de otro mundo", con una atmósfera "orgánica" y "otoñal" que presenta elementos que luego serían habituales en la obra de artistas de post-rock, como sus influencias del jazz y de la música clásica y su uso del silencio.

## Impacto
Además de haber tenido éxito comercial con sus primeros sencillos, el grupo se ganó el respeto de la crítica gracias, principalmente, a sus últimos álbumes, los cuales se consideran antecesores del post-rock. Por ejemplo, Pitchfork situó a The Colour of Spring en el puesto 83 y a Spirit of Eden en el puesto 34 de su lista de los "Top 100 Albums of the 1980s", y a Laughing Stock en el puesto 11 de su lista de los "Top 100 Albums of the 1990s". En un artículo de la revista Q, el crítico Mark Cooper elogió a Spirit of Eden por ser un "disco valiente que no tiene miedo de seguir su inspiración sin importarle las consecuencias", mientras que en una revisión de Laughing Stock en Melody Maker, Jim Arundel calificó a este álbum y a sus dos antecesores como "obras maestras", y afirmó que "al lado de este álbum glorioso, la mayor parte de lo que hayas escuchado este año te va a parecer insignificante".
Sin embargo, no todos los críticos recibieron positivamente los álbumes del grupo: cuando Laughing Stock salió al mercado, la revista NME le puso 4/10 de nota, describiéndolo como "horrible" y "pretencioso". En la misma publicación, el crítico Gavin Martin había criticado duramente a The Colour of Spring, comparándolo negativamente con bandas de rock progresivo y atacando a las letras de Hollis.
La música de la banda ha inspirado a grupos como Radiohead y Shearwater, y algunos artistas han versionado canciones de Talk Talk. La banda No Doubt realizó un cover de "It's My Life" que fue un éxito comercial, mientras que Weezer grabó su propia versión de "Life's What You Make It".

## Integrantes
- Mark Hollis - Voz
- Paul Webb - Bajo
- Simon Brenner [Retirado en 1983] - Teclados
- Lee Harris - Batería
- Tim Friese-Greene - Sintetizadores, producción (miembro no oficial)

## Discografía

### Álbumes de estudio
- 1982: The Party's Over
- 1984: It's My Life
- 1986: The Colour of Spring
- 1988: Spirit of Eden
- 1991: Laughing Stock

### Álbumes y DVD en directo
- (CD) Hammersmith Odeon, London 1986 (1998)

- (DVD) Montreux Jazz Festival 1986 (2008)

- (CD & DVD) Plaza Mayor Salamanca, Spain 1986 (2012)

### EP
- Talk Talk (1982)
- It's My Mix (1984)
- Talk Talk Mini LP (1986)

### Sencillos
- "Mirror Man" (1982)
- "Talk Talk" (1982)
- "Today" (1982)
- "Another Word" (1982)
- "My Foolish Friend" (1983)
- "Such a Shame" (1984)
- "The Talk Talk Demos (Recording 1981)" (1984)
- "It's My Life" (1984)
- "Dum Dum Girl" (1984)
- "Tomorrow Started (Live Rotterdam)" (1984)
- "Life's What You Make It" (1986)
- "Living in Another World" (1986)
- "Give It Up" (1986)
- "I Don't Believe in You" (1986)
- "I Believe in You" (1988)
- "After The Flood" (1991)
- "New Grass" (1991)
- "Ascension Day" (1991)

### Recopilaciones
- Natural History: The Very Best of Talk Talk (1990)
- History Revisited (1991)
- The Very Best of Talk Talk (1997)
- Asides Besides (1998)
- 12 x 12 Original Remixes (2000)
- The Collection (2000)
- Missing Pieces (2001)
- Remixed (2001)
- The Essential (2003)
- Introducing (2003)
- Time It's Time (2003)
- The Ultra Selection (2005)
- Essential (2011)
- Tribute album: Spirit of Talk Talk (2012)
- Natural Order (2013)